# Barbro Westerholm

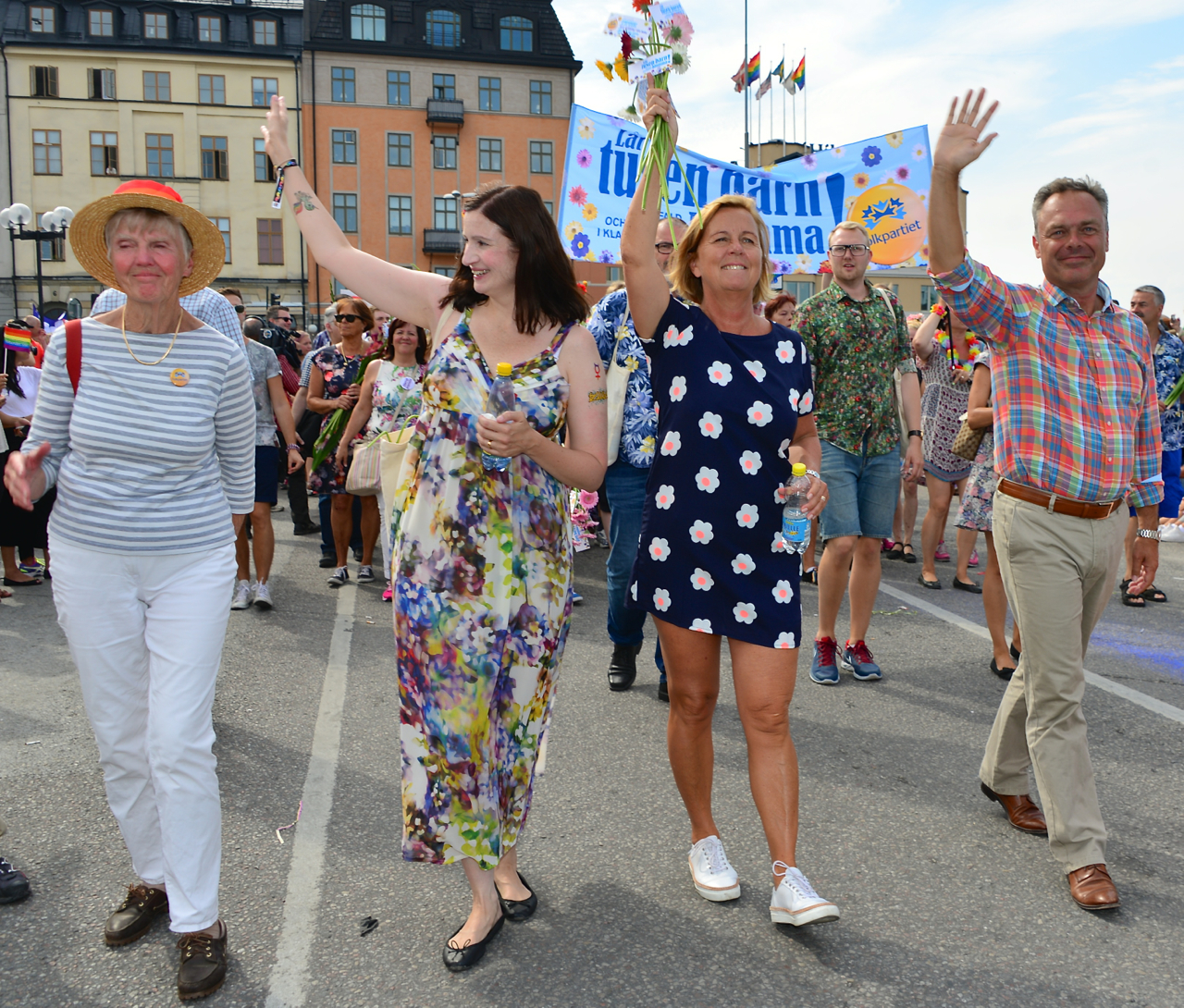
Barbro Westerholm bland folkpartister i Prideparaden under Stockholm Pride 2014. Fr.v till höger: Barbro Westerholm, Birgitta Ohlsson, Maria Arnholm och Jan Björklund.

Barbro Westerholm, ogift Lagergren, född 16 juni 1933 i Hedvig Eleonora församling i Stockholm, död 13 mars 2023 i Engelbrekts distrikt i Stockholm, var en svensk läkare, forskare och ämbetsman som var riksdagsledamot för Folkpartiet/Liberalerna 1988–1999 samt 2006–2022. Hon var ledamot i RFSU:s förbundsstyrelse.

## Biografi
Barbro Westerholm var dotter till försäkringsaktuarie Helge Lagergren och Gunhild, ogift Werner, samt sondotter till Emil Lagergren och dotterdotter till Gunnar Werner. Hon blev medicine licentiat 1959, medicine doktor vid Karolinska Institutet 1965 på en avhandling om experimentella studier av frisättning av histamin och tryptamin, och blev docent där 1965 efter att ha hållit sin provföreläsning om hallucinogener. Hon var medicinalråd vid Socialstyrelsen 1971–1974, medicinsk expert vid Apoteksbolaget 1974–1979, generaldirektör för Socialstyrelsen 1979–1985 och adjungerad professor vid Karolinska Institutet 1986–1989. Hon var riksdagsledamot för Folkpartiet sedermera Liberalerna 1988–1999 samt 2006–2022. Hon var också ordförande för Sveriges Pensionärsförbund 1999–2005. Hon ingick 2005 i Humanisternas förbundsstyrelse.
Under sin tid på Socialstyrelsen var Barbro Westerholm den som 1979 drev igenom att homosexualitet inte längre skulle räknas som en psykisk sjukdom av socialstyrelsen. Detta skedde efter en uppmärksammad demonstration av gay-aktivister i Socialstyrelsens trappa. Trappan ockuperades på nytt av gay-aktivister 1985 i protest mot Socialstyrelsens remissvar på den statliga Homosexutredningen som utrett homosexuellas situation i samhället. Aktivisterna menade att Socialstyrelsen som tyngsta remissinstans slog ned på de bra sakerna i utredningen, till exempel införande av antidiskrimineringslag.
När Barbro Westerholm kom in i riksdagen 1988 blev en partnerskapslag för homosexuella hennes viktigaste fråga, något hon uppfattade att hennes eget parti, Folkpartiet, tyckte var kontroversiellt. Lagen blev verklighet 1995, men valet 1998 blev svagt för Folkpartiet och hon kände att hennes engagemang gjorde att hon lastades oförtjänt för det. Hon valde därför 1999 att lämna politiken och blev ordförande för Sveriges Pensionärsförbund. Det engagerade henne i att verka mot "ålderism", diskriminering av äldre personer. När hon sedan blev riksdagsledamot 2006 var just "ålderism" hennes hjärtefråga. Mellan 2006 och 2008 var hon särskild utredare för Äldreboendedelegation som i sitt slutbetänkande Bo bra hela livet (SOU 2008:113) som introducerade trygghetsboende och statliga bidrag för dessas uppförande.
Efter valet 2018 var hon den äldsta ledamoten i riksdagen.
I juni 2019 valdes hon in i RFSU:s förbundsstyrelse.

### Familj
Barbro Westerholm var från 1959 gift med läkaren, professor Peter Westerholm (1935–2024). Tillsammans fick de fyra barn, däribland Johan Westerholm.

## Utmärkelser
- 1990 – Ledamot av Kungliga Ingenjörsvetenskapsakademien.[14]
- 1999 – Allan Hellman-priset från RFSL Göteborg, för sitt mångåriga arbete för hbt-personers lika rättigheter[15]
- 2003 – Illis quorum i åttonde storleken, för insatser på det medicinska området och för sitt arbete för jämställdhet mellan könen.[16]
- 2004 – Hedeniuspriset från Humanisterna, med motiveringen “Barbro Westerholm tilldelas Ingemar Hedenius-priset 2004 för ett mångårigt och värdefullt arbete i humanistisk anda. Barbro Westerholm har såväl som generaldirektör för Socialstyrelsen, som riksdagsledamot och numera som ordförande för Sveriges Pensionärsförbund (SPF) oförtröttligt arbetat för att förbättra människors tillvaro och i bästa mening skapa “det goda samhället”. Särskilt vill vi nämna några av hennes insatser:
  - Som nyutnämnd generaldirektör för Socialstyrelsen 1979 bidrog hon till avskaffande av sjukdomsklassificeringen av homosexuella,
  - Som riksdagsledamot tog hon initiativ till bildandet av riksdagens tvärpolitiska etikgrupp,
  - Hon har även i riksdagen arbetat för främjandet av jämställdhet mellan män och kvinnor, mot diskriminering av homo- och bisexuella och särskilt för inrättandet av partnerskapslagstiftningen, samt med granskningen av auktoritära religiösa rörelser,
  - Som ordförande för Sveriges Pensionärsförbund har hon kunnigt och ihärdigt arbetat för att belysa äldres livsvillkor och problem.”[17]
- 2009 – Hans Majestät Konungens medalj i 12:e storleken i serafimerordens band.[18]
- 2013 – Solstickepriset.
- 2016 – Utnämnd till hedersdoktor vid Malmö högskola.[19]